# Vandrande stenarna

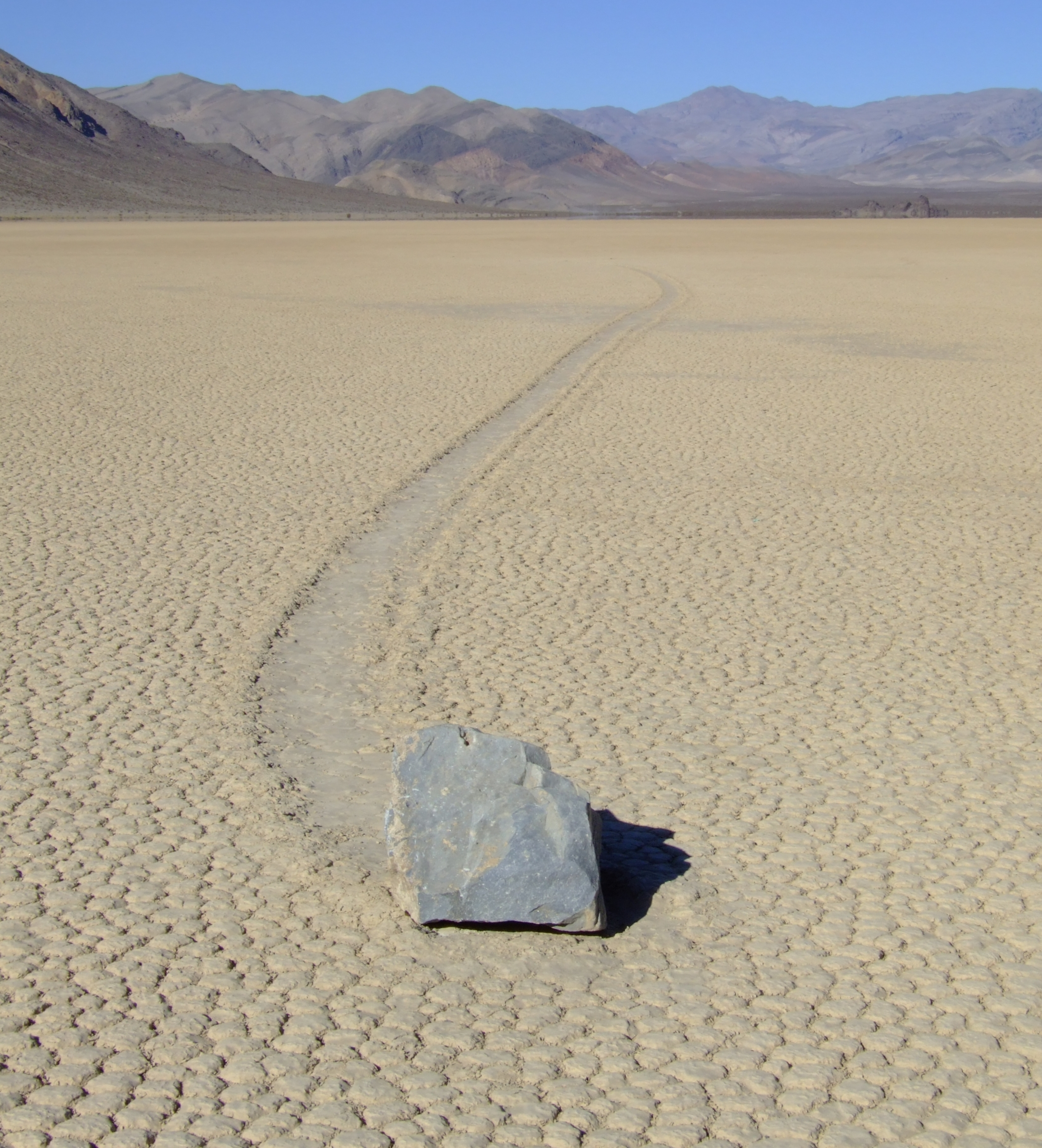
En vandrande sten i Death Valley.

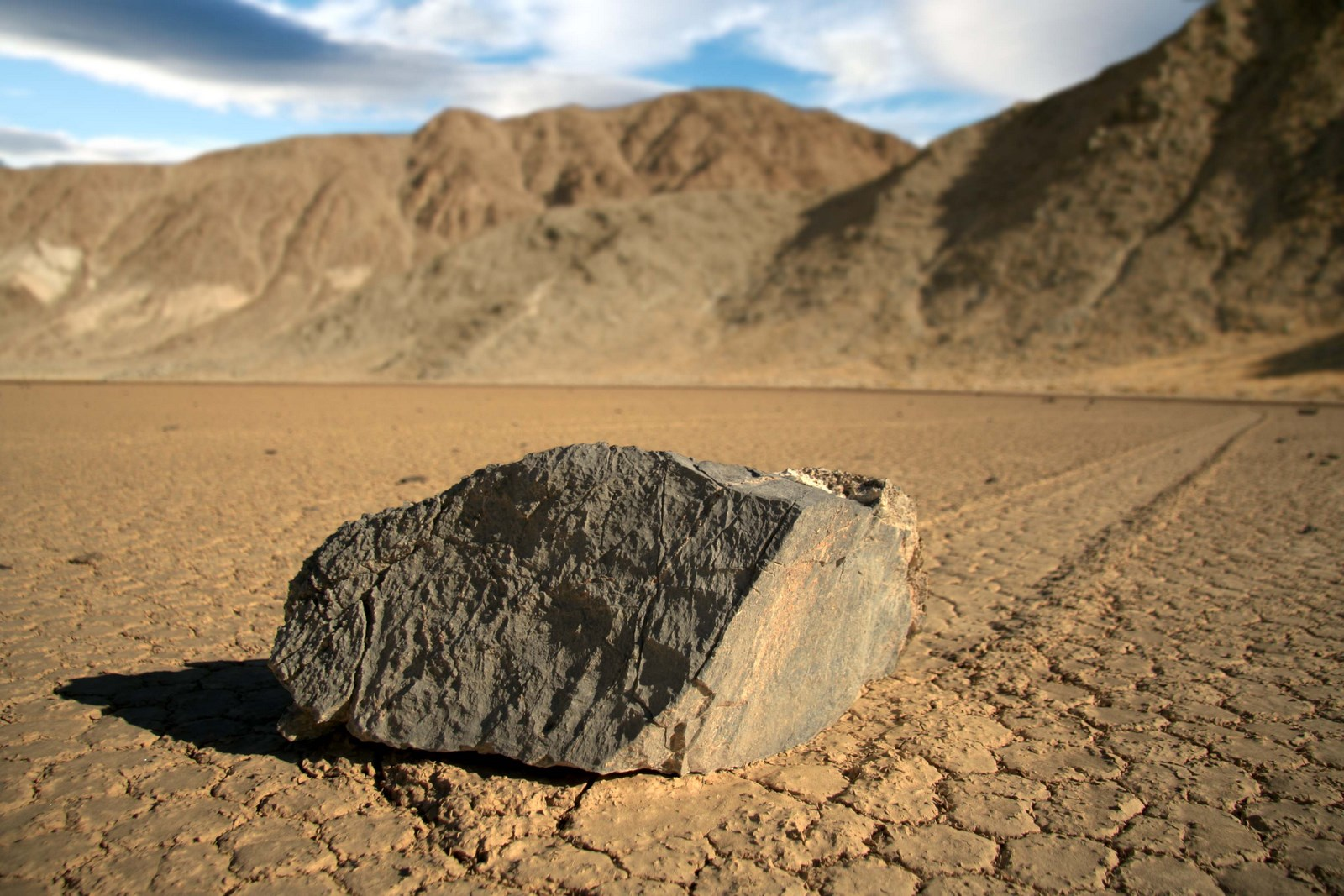
Ännu en vandrande sten, vid Racetrack Playa.

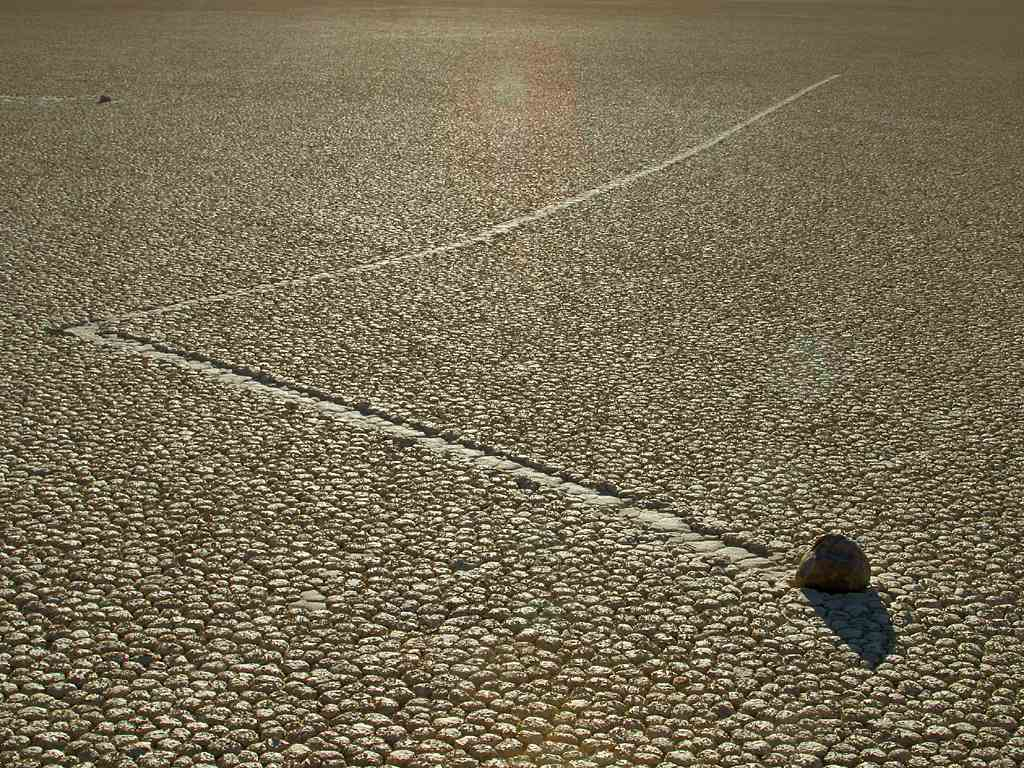
Spåren kan plötsligt byta riktning.

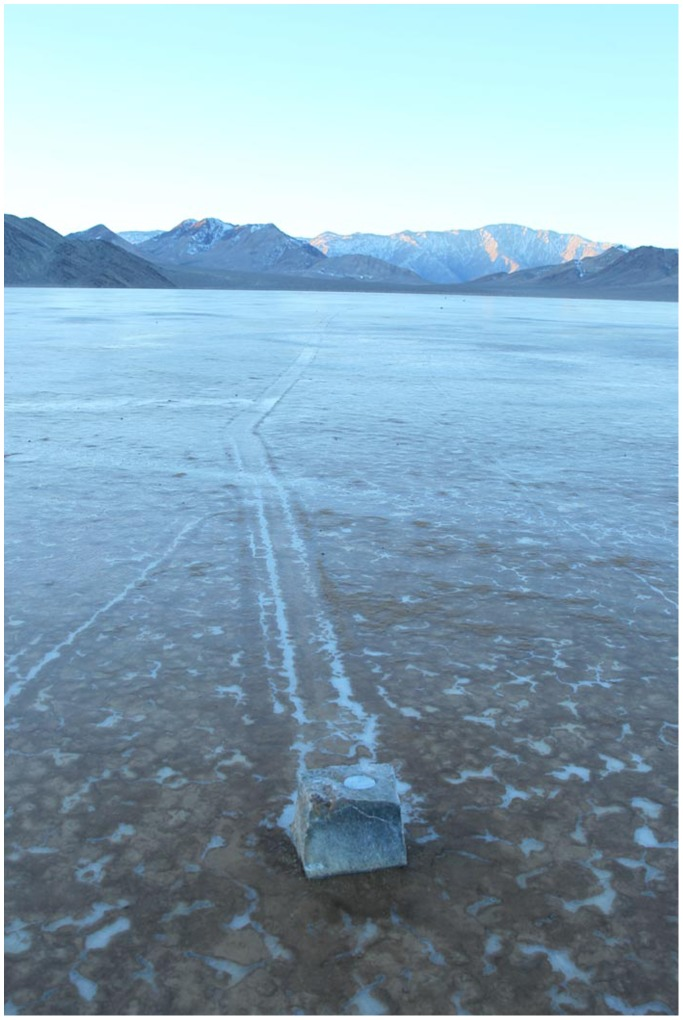
En sten med GPS-enhet.

Vandrande stenarna (engelska: sliding stones eller sailing stones) är ett  geologiskt fenomen som innebär att stora stenar på uttorkade sjöbottnar förflyttar sig utan påverkan från djur eller människor. Den mest kända förekomsten av fenomenet finns i Death Valley i Mojaveöknen i Kalifornien, men liknande spår efter vandrande stenar finns dokumenterade även från andra platser, t.ex. Little Bonnie Claire Playa i Nevada. Stenarna lämnar långa spår efter sig som kan skifta i både längd och riktning. Förflyttningarna sker med något eller några års mellanrum, och skapar spår som oftast är ett tiotal meter långa, mellan 10 och 30 cm breda och relativt grunda, mindre än 3 cm. Stenarna har oftast en diameter mellan 15 och 45 cm. Förflyttningarna beror på att stora, tunna isflak smälter samtidigt som det blåser kraftigt, men under årens lopp har många andra teorier som förklarar förflyttningarna presenterats.

## Utbredning
I Death Valley återfinns vandrande stenar framför allt i Racetrack Playa, som ligger i den norra delen av nationalparken (en. racetrack betyder ungefär "kapplöpningsbana"). Stenarna kan väga från några få kilo och upp till flera ton. Även de tyngsta kan flytta sig hundratals meter.
Racetrack Playa är ett fyra kilometer stort område av uttorkad sjöbotten där fenomenet inträffar. Sjöbottnen är helt platt och stenarna förflyttar sig utan någon lutning som kan förklara rörelserna. Det är heller inget särskilt blåsigt område. Fantasin har därför fått fritt spelrum, för att förklara fenomenet. Teorier har gällt allt från spöken och utomjordingar, till magnetism eller magiska krafter. Mystiken har också inneburit att stenarna därifrån är samlarobjekt.

## Mysteriet börjar studeras
Den första dokumenterade beskrivningen av vandrande stenar daterar sig till 1915, när malmletaren Joseph Crook från Nevada besökte Racetrack Playa. Under åren som följde intresserade sig geologerna Jim McAllister och Allen Agnew för det märkliga fenomenet. De kartlade berggrunden i området 1948 och publicerade den första rapporten om de vandrande stenarna i tidskriften Geologic Society of America Bulletin. Den teori de lanserade var att fårorna skapats när stenarna satts i rullning av starka vindar.
Spekulationerna om fårorna ledde till att geologerna började söka efter liknande fenomen på andra platser, och några hittades: Little Bonnie Claire Playa i Nye County, Nevada var en sådan plats och fenomenet studerades även där.
Senare har fenomenet med vandrande stenar beskrivits från ett flertal platser. Enligt USA:s federala myndighet National Park Service finns det åtminstone åtta andra slätter nära Death Valley där fenomenet uppstår. De meteorologiska och geologiska förhållandena är likartade vid samtliga platser.

## De fortsatta efterforskningarna
År 1968 startade geologerna Robert Sharp och Dwight Carey ett bevakningsprogram för att gå till botten med frågan om det var isen eller vinden som skapade fenomenet. Robert Sharp var expert på fysiken kring sand som blåser. Han blev senare professor vid Caltech och skapade tillsammans med Carey, vid University of California (UCLA) en bevakningsplan som var i gång under sju år. Två gånger per år besökte geologerna Racetrack Playa och mätte rörelserna hos ett trettiotal stenar. Stenarna fick namn; den största vägde drygt 300 kilo och hette Karen. Stenarna kringgärdades med träpålar, för att hindra stenarna från att röra sig, om isen var orsaken. Men flera av stenarna rörde sig trots pålarna. Sharp och Carey gjorde många visiter mellan halvårsbesöken men fick aldrig se stenarna röra sig.
En uppföljande studie gjordes 1995 under ledning av professor John Reid från University of Massachusetts Amherst (UMass). Vid studien fann man nya spår från slutet av 1980-talet och från vintern 1992–93. Utifrån dessa spår som inte funnits vid tidigare undersökningar konstaterades att spåren kunde ha skapats både av vinden och av vinden i kombination med isflak.
Fysikern Dave Bacon studerade fenomenet 1996 efter att ha tagit del av undersökningar vid Owens Dry Lake Playa. Dessa hade gett vid handen att vinden på slätter av denna typ kunde tryckas ihop och få betydligt högre fart och få stenarna att röra sig.

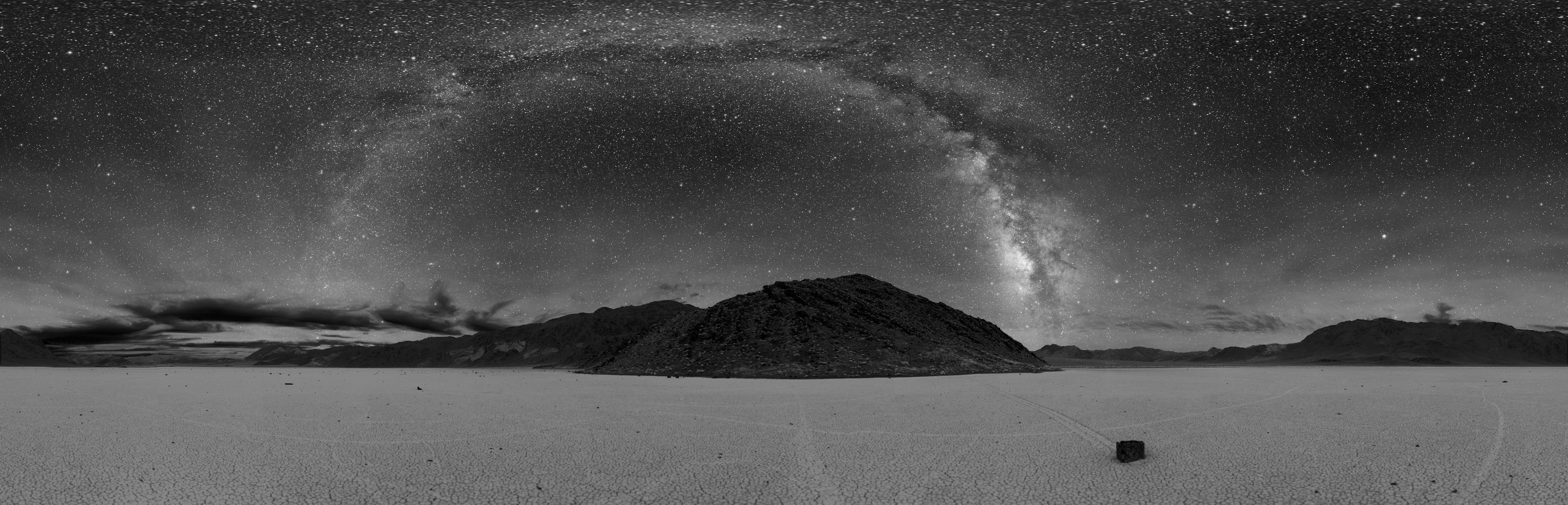
Ett panorama över Vintergatan med spåren nedanför av vandrande stenar.

## Mysteriets lösning
Många teorier luftades över åren. 2013 bestämde sig amerikanska forskare att gå till botten med problemet. Ett antal stenar utrustades då med GPS-sändare så att ett sextiotal stenar skulle kunna följas i rörelse. Forskarna kom på det viset över tillräckligt med uppgifter för att kunna förklara fenomenet som förbryllat så länge.
De förklarar mysteriet med att is, vatten och vind tillsammans ligger bakom rörelserna. Trots att Death Valley är väldigt torrt och hett rinner ändå en hel del smältvatten från bergen. Vid minusgrader bildas tunna isskikt som kan isolera pölar av vatten och lera. Detta skapar ett underlag där stenarna kan glida nästan helt utan friktion, och då räcker det med lätta vindpustar för att förflytta dem.